# 打矢二郎
打矢二郎（うちや じろう)は、日本の元ラグビー選手。ポジションはフランカー(FL)。

## 来歴
早稲田実業高校から、1985年に早稲田大学に進学し、一般的に守備的プレイヤーであるフランカーではあったが攻撃的なプレーヤーとして活躍し1989年の大学選手権優勝に貢献した。
早大卒業後は東京ガスへ進み、ラグビー部で活躍。主将にも選出され主将時は東日本社会人リーグへチームを躍進させる。
卒業後の全早明慶戦にナンバー8として出場も果たしている。
2015年現在、東京ガスラグビー部の副部長を務める。